# Wijken en buurten in Neder-Betuwe
De Nederlandse gemeente Neder-Betuwe is voor statistische doeleinden onderverdeeld in wijken en buurten. De gemeente is verdeeld in de volgende statistische wijken:
- Wijk 00 Kesteren (CBS-wijkcode:174000)
- Wijk 01 Echteld (CBS-wijkcode:174001)
- Wijk 02 Dodewaard (CBS-wijkcode:174002)

Een statistische wijk kan bestaan uit meerdere buurten. Onderstaande tabel geeft de buurtindeling met kentallen volgens het Centraal Bureau voor de Statistiek (2008):
| CBS-buurtcode | Buurtnaam                                  | Inwonertal | Opp. totaal (ha) | Opp. land (ha) | Ligging                |
| ------------- | ------------------------------------------ | ---------- | ---------------- | -------------- | ---------------------- |
| BU17400000    | Kesteren                                   | 4370       | 161              | 161            | Locatie in de gemeente |
| BU17400001    | Opheusden                                  | 5370       | 220              | 217            | Locatie in de gemeente |
| BU17400006    | Verspreide huizen Lede en Oudewaard        | 190        | 210              | 208            | Locatie in de gemeente |
| BU17400007    | Verspreide huizen Kesteren                 | 420        | 364              | 347            | Locatie in de gemeente |
| BU17400008    | Verspreide huizen Opheusden                | 660        | 479              | 440            | Locatie in de gemeente |
| BU17400009    | Verspreide huizen poldergebied             | 140        | 270              | 267            | Locatie in de gemeente |
| BU17400100    | Ochten                                     | 3890       | 136              | 133            | Locatie in de gemeente |
| BU17400101    | Echteld                                    | 580        | 39               | 39             | Locatie in de gemeente |
| BU17400102    | IJzendoorn                                 | 770        | 69               | 67             | Locatie in de gemeente |
| BU17400103    | Pottemsestraat en Groenestraat en omgeving | 150        | 27               | 27             | Locatie in de gemeente |
| BU17400106    | Verspreide huizen Echteld-Waalbandijk      | 100        | 150              | 148            | Locatie in de gemeente |
| BU17400107    | Verspreide huizen Echteld                  | 480        | 1194             | 1070           | Locatie in de gemeente |
| BU17400108    | Verspreide huizen IJzendoorn               | 220        | 547              | 410            | Locatie in de gemeente |
| BU17400109    | Verspreide huizen Ochten                   | 590        | 1016             | 854            | Locatie in de gemeente |
| BU17400200    | Kom Dodewaard met Hien                     | 3340       | 186              | 186            | Locatie in de gemeente |
| BU17400201    | Kom Wely                                   | 180        | 21               | 21             | Locatie in de gemeente |
| BU17400208    | Verspreide huizen Dodewaard-Oost en Wely   | 350        | 952              | 796            | Locatie in de gemeente |
| BU17400209    | Verspreide huizen Dodewaard-West           | 630        | 769              | 704            | Locatie in de gemeente |